# Tatsuya Sakai
Tatsuya Sakai (坂井 達弥, Sakai Tatsuya, Fukuoka, 19 november 1990) is een Japans voetballer die als verdediger speelt.

## Statistieken
| Japans voetbalelftal | Japans voetbalelftal | Japans voetbalelftal |
| Jaar                 | Wed.                 | Dlp.                 |
| -------------------- | -------------------- | -------------------- |
| 2014                 | 1                    | 0                    |
| Totaal               | 1                    | 0                    |